# 志村辰弥
志村 辰弥（志村 辰彌、しむら たつや、洗礼名フランシスコ・ザビエル、1904年1月29日 - 1997年7月30日）は、日本の山梨県生まれのカトリック教会の神父である。

## 経歴
1904年2月28日、山梨県の山城教会で受洗。1933年12月25日、ローマのサン・ジョバンニ・イン・ラテラノ大聖堂で司祭に叙階。1934年、ローマ教皇庁立ウルバノ大学卒業、同年11月カトリック中央出版部編集部長、1938年5月大森教会主任司祭、1942年1月神田教会主任司祭、1944年7月日本天主公教総務院庶務部長、1945年11月カトリック教区連盟総務部長、1950年5月松戸教会主任司祭、1955年5月大森教会主任司祭、1969年9月大森教会助任司祭を歴任。1971年9月東京カテドラル聖マリア大聖堂勤務、1983年3月引退。
ファチマの世界使徒職運動日本代表役員を務めた。1984年12月24日、教誨師として獄中の袴田事件被告人、袴田巌に洗礼を授けた（霊名はパウロ）。
1997年7月30日帰天、カトリック府中司祭墓地に埋葬された。

## 著作
単著
- 『白百合の花 感心な少女アンナ・ド・ギニエのお話』カトリック中央書院 1938年
- 『聖地巡礼二週間 パレスチナ・ローマ・アシジ・ルルド・パリ』中央出版社 1968年
- 『教会秘話 太平洋戦争をめぐる』中央出版社 1971年9月[6][注 1]、『教会秘話 太平洋戦争をめぐって』聖母の騎士社 1991年4月、聖母文庫 2007年11月
- 『わたしの遺言 喜寿を迎えて 愛する兄弟姉妹へ』中央出版社 1980年
- 『聖母像から血と涙』自家出版、1982年1月5日初版
- 志村神父著『キリスト教について 神の示しによる人の道』（ご存じですか? 1）世のひかり社 1985年[7]
- 志村神父著『仏教とキリスト教 その起源と思想』（ご存じですか? 2）世のひかり社 1985年[7]
- Die heilige Jungfrau Maria weint in Japan (Akita) : das Blut und die Tränen der heiligen Jungfrau Maria Tatsuya Shimura, Parvis, 1985（ドイツ語）[7]
- Panna Maria pláče v Japonsku (Akita) /Tatsuya Shimura ; krev a slzy blahoslavené Panny Marie, Matice cyrilometodějská, 1994（チェコ語）

編著
- 『ルルドの出来事』中央出版社 1958年
- 『命をたいせつに 私の健康法』エンデルレ書店 1977年
- 『カトリック生活の手引』中央出版社 1979年、増補版 サンパウロ 1992年
- 『聖書にみる予言と奇跡』たま出版 1979年11月
- 『この事実を何とみる 神と霊界の探究』たま出版 1980年
- 『養生宝典 私はこうして健康になった...』刊行会 1986年
- 『これだけは知っておきたい教理問答』サンパウロ 1986年4月

編
- 『小學生用教理問答』中央出版社 1951年7月
- 『やさしい教理問答』中央出版社 1987年
- 『やさしい教理問答解説』中央出版社 1991年

訳書
- エリザベツト・ルスール 著『家庭の聖女 エリザベツト・ルスールの霊的手記』カトリツク中央書院 1941年、中央出版社 1948年
- ルチア著 ヴィットリオ・ガバッソ, 志村辰弥 共訳編 『ファチマの聖母の啓示 現代の危機を告げる ルチア修女の手記』ドン・ボスコ社 1987年1月